# موریانشوفد
موریانشوفد (به هلندی: Moriaanshoofd) یک منطقهٔ مسکونی در هلند است که در اسخائن-دایفه‌لاند واقع شده‌است.